# جامع حمروين
جامع حمروين (بالصومالية: Jaamaca Xamarwayne)‏ هو مِن أَقدَم المعالم التَّاريخيَّة والثَّقافيَّة فِي عَاصِمة الصُّوماليَّة مقديشو، يقَع فِي حي حمروين بَنَاه الشيرازيون المنْحدرون مِن بلاد فارس خِلَال فَترَة حُكْمِهم لمقديشو فِي القرن الثالث عشر الميلاديِّ .

## نظرة عامة
جامع او مسجِد حمروين يُعتقَد أَنه مِن أَقدَم المساجد اَلتِي بُنيَت فِي المدينة  مقديشو ، وتشير الكتابة المحْفورة فِي لَوحَة بِمدْخل مِئْذنَته إِلى "بِسْم اللَّه الرَّحْمن الرَّحِيم"، بُنيَت أَعمِدة هذَا اَلمسْجِد فِي هذَا المكَان أَوَّل مُحرَّم سنة 630هـ، وَليُنج بِالصَّلوات لِلَّه اَلتِي تُقَام فِي هذَا اَلمسْجِد على الباني وذرِّيَّته وَكُل المحْسنين وَعمَل كُلِّ ذَلِك ابن مُحمد بْن عبد اَلعزِيز " وقد بُنِي هذَا اَلمسْجِد على طِرَاز رفيع مِن المعْمار الهنْدسيِّ الإسْلاميِّ، وتزْدَان أَعمِدته ال81 بِنقوش مِن الآيَات القرْآنيَّة وزخارف مُتَنوعَة.